# Street Hop
Street Hop — четвёртый студийный альбом американского хип-хоп-исполнителя Royce da 5'9", выпущенный в 2009 году. Запись альбома началась спустя некоторое время после выпуска провального альбома Independent’s Day (2005).

## Об альбоме
Первоначально альбом был выпущен неофициально в июле 2009 года на лейбле Ройса M.I.C. Records, а также на независимом лейбле One Records. Альбом был спродюсирован совместно с частыми сотрудниками Ройса: DJ Premier, Nottz, DJ Green Lantern, Quincey Tones и Carlos Broady из команды Diddy, The Hitmen, а также с Ski Beatz, Kay Gee и Emile.

### Объявление
Первоначально про запись Street Hop стало известно ещё в 2006 году, и в сентябре того же года появились слухи, что весь альбом будет спродюсирован DJ Premier, но позже стало известно, что он спродюсирует половину альбома. В этом же месяце Ройс был приговорён к одному году тюрьмы. После освобождения рэпер выпустил микстейп The Bar Exam, также появились слухи, что 5’9 присоединится к лейблу рэпера Nas’а, созданного с помощью лейбла Def Jam, The Jones Experience.

### Запись
Также к релизу готовился альбом Ройса The Revival, который также спродюсирован Премьером, хотя альбом спродюсировали ещё Havoc из Mobb Deep, Bink!, Hi-Tek, The Alchemist, 9th Wonder и другие. The Revival должен был выйти на Babygrande Records. После выпуска The Bar Exam 2, очередного релиза Ройса, The Revival просочился в интернет, первоначально Street Hop должен был выйти как микстейп, выпускать его в качестве альбома не планировалось. После выпуска The Bar Exam 2 была выпущена розничная версия The Bar Exam 2: The Album, после того как эта версия продавалась в магазинах, Ройс начал сотрудничество с 9th Wonder. Ройс также был занят записью дебютного альбома и гастролями с группой Slaughterhouse, и рэпер вернулся для продолжения записи альбома и объявил новую дату своего альбома. В качестве гостей на альбоме выступили Bun B, Баста Раймс, а также группа Slaughterhouse и другие.
Были сняты клипы к двум первым синглам из Street Hop: к песне «Shake This» (продюсер DJ Premier) и к «Part of Me» (продюсер Carlos Broady), режиссёр Rik Cordero. До выхода альбома Ройс выпустил The Revival EP, в который вошли четыре песни, в том числе песня, записанная совместно с Slaughterhouse.

## Список композиций
| №   | Название                                                            | продюсер      | Длительность |
| --- | ------------------------------------------------------------------- | ------------- | ------------ |
| 1.  | «Gun Harmonizing» (при участии Crooked I)                           | Emile         | 4:15         |
| 2.  | «Count for Nothing»                                                 | Nottz         | 3:31         |
| 3.  | «Soldier» (при участии Kid Vishis & Iyana Dean)                     | Frequency     | 3:43         |
| 4.  | «Something 2 Ride 2» (при участии Phonte)                           | DJ Premier    | 3:49         |
| 5.  | «Dinner Time» (при участии Busta Rhymes)                            | Quincey Tones | 3:08         |
| 6.  | «Far Away»                                                          | Emile         | 2:54         |
| 7.  | «The Warriors» (при участии Slaughterhouse и Melanie Rutherford)    | Streetrunner  | 5:05         |
| 8.  | «…A Brief Intermission» (скит)                                      | David Cross   | 0:37         |
| 9.  | «New Money»                                                         | Streetrunner  | 3:05         |
| 10. | «Shake This»                                                        | DJ Premier    | 4:21         |
| 11. | «Gangsta» (при участии Trick-Trick)                                 | Raf Moses     | 3:55         |
| 12. | «Mine in Thiz» (feat. Кон Артис)                                    | Denaun Porter | 3:15         |
| 13. | «Street Hop 2010»                                                   | Nottz         | 2:47         |
| 14. | «Thing for Your Girlfriend» (при участии K-Young)                   | Denaun Porter | 4:26         |
| 15. | «On the Run»                                                        | Emile         | 4:25         |
| 16. | «Murder»                                                            | Frequency     | 4:38         |
| 17. | «Bad Boy» (при участии Jungle Rock Jr.)                             | Streetrunner  | 4:05         |
| 18. | «Part of Me»                                                        | Carlos Broady | 4:21         |
| 19. | «Hood Love» (при участии Bun B & Joell Ortiz)                       | DJ Premier    | 3:50         |
| 20. | «I’m Fresh (Deluxe Edition Bonus Track)» (при участии Mr. Porter)   | Denaun Porter | 2:53         |
| 21. | «It’s All About (Deluxe Edition Bonus Track)» (при участии Grafh)   | Ski Beatz     | 2:41         |
| 22. | «My Own Planet (Deluxe Edition Bonus Track)» (при участии Big Sean) | Denaun Porter | 4:02         |

## Позиции в чартах
| Чарт (2009)        | Высшая позиция | Продажи |
| ------------------ | -------------- | ------- |
| U.S. Billboard 200 | 110            | 10 717  |